# Ganache

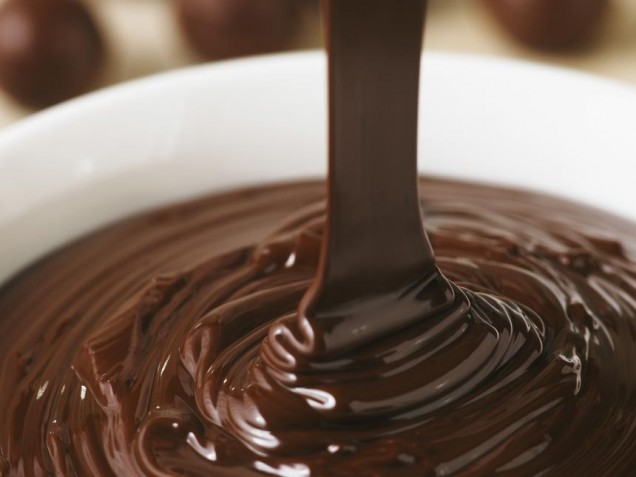
Dickflüssige Ganache

Ganache [gaˈnaʃ] (oder Canache [kaˈnaʃ]), auch mit den Bezeichnungen Trüffelmasse oder Pariser Creme, ist eine hochwertige Sahnecreme aus Kuvertüre und Rahm, die zum Füllen und Überziehen von Gebäck und Süßigkeiten verwendet wird. Sie kann auch mit Kaffee, Spirituosen, Nüssen und Gewürzen aromatisiert oder mit Butter verfeinert werden.

## Zutaten und Zubereitung
Die Ganache kann sowohl mit dunkler als auch mit Milchschokolade hergestellt werden. Das Verhältnis von Kuvertüre zu Rahm bestimmt die Konsistenz der Ganache: Je höher der Kuvertüreanteil, desto fester die Creme. Klassische einfache Ganache enthält Rahm und Kuvertüre im Verhältnis 1 : 2. Diese Zusammensetzung ist auch nach dem Deutschen Lebensmittelbuch für die Auslobung von „Canache“ als Füllung für Feine Backwaren vorgeschrieben, doch sind für verschiedene Verwendungszwecke auch Ganachecremes mit anderer Zusammensetzung üblich.
Die Kuvertüre wird gehackt oder geraspelt, der Rahm aufgekocht und die Kuvertüre darin aufgelöst. Bei Bedarf kann man die Mischung mit dem Rührstab oder Vakuummixer homogenisieren, dann lässt man sie abkühlen. Wird noch Butter oder Eigelb eingearbeitet, so geschieht dies, wenn die Masse auf 30 °C abgekühlt ist. Nach dem Auskühlen ist die Creme relativ fest, daher sollte man sie vor der Verarbeitung schaumig rühren.
Als geschmackgebende Zutaten kommen zum Beispiel löslicher Kaffee, Mokka, Rum, Weinbrand, Kirschwasser und Vanille in Frage. Sie können entweder bereits mit dem Rahm aufgekocht oder zusammen mit der Kuvertüre zugegeben werden, kandierte Früchte, Krokant oder zerkleinerte Nüsse und Mandeln erst nach dem Homogenisieren.

## Verwendung und Varianten
Ganache dient zum Füllen von Torten, Desserts und Pralinen. Sie eignet sich auch als Glasur für Torten und anderes Feingebäck wie Carac (kleine, ganachegefüllte Tartelettes mit Fondantglasur). Sie lässt sich auch spritzen oder in Fondant oder Kuvertüre tauchen.
Unter der Bezeichnung „Pariser Creme“ verstehen manche eine weichere Variante mit einem Sahne-Kuvertüre-Verhältnis von 1 : 1. Damit hergestellte Konditoreiwaren werden mit dem Attribut „Pariser …“ bezeichnet, wie etwa Pariser Torte, Opern-Torte, Schnitte. Auch zum Füllen von Trüffelpralinen oder Waffeln nimmt man Ganache. Die dazu bereitete „Canachecreme“ (Sahnetrüffelmasse) hat ebenfalls einen relativ hohen Sahneanteil; auch wird Butter zugegeben (daher „Buttertrüffel“).

## Erfindung und Namensentstehung
Ganache wurde zum ersten Mal um das Jahr 1850 in der Pariser Patisserie Siraudin hergestellt. Der Name der Creme soll auf einen Fehler eines Konditorlehrlings zurückzuführen sein, der irrtümlicherweise heiße Milch über Schokolade gegossen hatte. Daraufhin wurde er vom Meister als Ganache beschimpft, was auf Französisch etwa Dummkopf oder Esel bedeutet. Nachdem jedoch das entstandene Produkt sich als durchaus genießbar herausstellte, bekam es den Namen, der bei seiner Entstehung gerufen worden war.